# Uncisudis advena
Uncisudis advena är en fiskart som först beskrevs av Rofen, 1963.  Uncisudis advena ingår i släktet Uncisudis och familjen laxtobisfiskar. Inga underarter finns listade i Catalogue of Life.